# 앤버닉 RG552
앤버닉 RG552(Anbernic RG552)는 앤버닉이 개발한 안드로이드 기반의 듀얼 부트 비디오 게임 콘솔이다. 리트로게이밍 에뮬레이션 콘솔로서, 엔버닉 RG351의 후속이며, 일반적으로 닌텐도 스위치 라이트 정도의 큰 콘솔이다. 더 강력한 하드웨어와 5:3 화면비로 화면 크기를 늘렸다. 비평가들은 시스템의 빌드 품질에 대해 찬사를 보냈지만 가격 대비 성능 비율은 에뮬레이션 기능이 향상된 아인 오딘과 레트로이드 포켓 2+와 같은 다른 시스템들에 의해 능가될 것이라고 말했다.

## 구성
이 시스템의 크기는 20 x 8.5 x 2 cm이고 무게는 약 350 g이다. 해상도가 1920x1152인 5.36인치 HD 터치스크린을 탑재하여 가로 세로 비율이 5:3이다. 휴대용 앤버닉 콘솔로는 최초로 액티브 히트싱크와 팬을 탑재했다. 리눅스 기반 바토세라 인터페이스나 안드로이드로 부팅할 수 있으며, 구글 플레이 스토어에 접속하여 게임을 다운로드할 수도 있다. 스타디아 스트리밍도 가능하며 시스템의 배터리 수명은 약 4시간이다.

## 제품에 대한 장점과 단점
테크레이더의 제럴드 린치(Gerald Lynch)는 이 시스템을 별 4/5로 평가하면서 이전 제품보다 성능이 향상되었다고 칭찬했다. 그는 그것을 "모든 종류의 게임 경험으로 가는 거의 완전한 관문"이라고 불렀고, 그것의 빌드 품질이 닌텐도 제품과 맞먹는다고 말했다. 그러나 그는 라이선스 없이 유료 에뮬레이터를 번들링하는 시스템을 비판하고 블루투스의 부족을 "답답하다"고 불렀다
닌텐도 라이프의 데미안 맥페란은 자사의 화면을 "슈퍼"라고 칭찬했지만 배터리 수명은 낮다고 말했다. 스트리밍을 하면서 가장 매끄러운 경험을 하지 못하게 한 5GHz 와이파이의 부족도 비판했다. 헤비의 웨슬리 코플랜드는 이 제품을 "감동하기에 충분한" 사양의 "프리미엄 제품"이라고 불렀으며, 리눅스에 "몇 가지 고소한 패치"가 필요하다고 말하며 안드로이드가 콘솔 상에서 "훨씬 더 나은 운영 체제 선택"이라고 평했다.